# Huatzirán
Huatzirán är en ort i Mexiko.   Den ligger i kommunen La Huacana och delstaten Michoacán de Ocampo, i den södra delen av landet, 300 km väster om huvudstaden Mexico City. Huatzirán ligger 361 meter över havet och antalet invånare är 126.
Terrängen runt Huatzirán är kuperad. Runt Huatzirán är det glesbefolkat, med 16 invånare per kvadratkilometer. Närmaste större samhälle är Nueva Italia de Ruiz, 18,3 km väster om Huatzirán. I omgivningarna runt Huatzirán växer huvudsakligen savannskog.